# Vô cảm (phim)
Vô cảm là một bộ phim điện ảnh truyền hình được thực hiện bởi Công ty Cổ phần Thương mại An Thái Phương, do Mai Hồng Phong làm đạo diễn. Phim phát sóng lần đầu vào ngày 17 tháng 8 năm 2014, trong chương trình Phim cuối tuần trên kênh VTV1.

## Nội dung
Câu chuyện phim xoay quanh nhân vật Thành – một thanh niên 26 tuổi đã tốt nghiệp Đại học Kiến trúc với tấm bằng loại giỏi. Thế nhưng sự mơ hồ và thiếu bản ngã đã khiến Thành đánh mất tất cả bởi người khác.
Sơn là giám đốc của công ty xây dựng nơi Thành làm việc, công ty này vướng phải một sự vụ tại công trường gây chết người. Đứng trước nguy cơ công ty bị đình chỉ vì thiếu chỉ tiêu, Sơn đã lợi dụng sự vô cảm của Thành để đưa anh giả danh người công nhân xấu số tên Hiếu. Không tìm cách thanh minh, bản thân Thành còn lợi dụng cái chết giả để trục lợi cho bản thân mình. 

## Diễn viên
- Tiến Huy trong vai Thành/Hiếu
- Đạt Phú trong vai Sơn
- Đặng Loan trong vai Vợ Hiếu
- Thanh Hiền trong vai Mẹ Thành
- Thanh Chi trong vai Bố Thành
- Ngọc Tản trong vai Mẹ Hiếu
- Đặng Loan trong vai Hằng
- Thu Hoài trong vai Yến
- Đạt Phú trong vai Giám đốc Sơn
- Hùng Nhân trong vai Chủ sới bạc
- Nguyễn Giang trong vai Chủ tịch Hội đồng quản trị
- Đình Mai trong vai Quản trang
- Đinh Đức Long trong vai Con Hiếu

## Ca khúc trong phim
Bài hát trong phim là ca khúc "Vô cảm", do Đặng Duy Chiến sáng tác và thể hiện bởi Anh Quân Idol.

## Giải thưởng
| Năm  | Giải thưởng                                | Hạng mục          | Đề cử          | Kết quả   | Nguồn |
| ---- | ------------------------------------------ | ----------------- | -------------- | --------- | ----- |
| 2014 | Liên hoan truyền hình toàn quốc lần thứ 34 | Phim truyện       | —              | Giải Vàng | [ 1 ] |
| 2014 | Liên hoan truyền hình toàn quốc lần thứ 34 | Đạo diễn xuất sắc | Mai Hồng Phong | Đoạt giải | [ 1 ] |